# Alpenglüh’n im Dirndlrock
Alpenglüh’n im Dirndlrock ist eine deutsche Softsexfilmkomödie von Siggi Götz aus dem Jahre 1974.

## Handlung
Dem winterlich eingeschneiten Dorf Vögelbrunn im tiefsten Bayern droht die finanzielle Pleite. Die Touristenzahlen sind zuletzt deutlich gesunken, und der Bürgermeister Sepp Ploderer benötigt dringend eine rettende Idee, um im malerisch gelegenen Örtchen wieder schwarze Zahlen schreiben zu können. Um den benötigten Status einer Marktgemeinde zu erlangen, der Vögelbrunn Fördermittel in Millionenhöhe sichern würde, muss er nur eine Winzigkeit in die Wege leiten: Das Dorf muss größer werden, die Bürger müssen sich vermehren! Ganze sieben Einwohner fehlen dem Nest, um diesen Status zu erlangen, und da der Ort bereits das Vögeln im Namen trägt, müsste dieses Ziel doch erreichbar sein, denkt sich der Dorfvorstand.
Deshalb setzt Ploderer gegen den ausdrücklichen Protest des ortsansässigen Pfarrers und der Bedenkenträgerin Hedda, ihres Zeichens Vorsitzende der soeben gegründeten Gesellschaft für Moral und Anstand, die diese Idee für moralisch verwerflich halten, eine Prämie für all diejenigen Babys aus, die bis zur nächsten Volkszählung im Lande gezeugt werden. Es erscheint fast wie ein Segen, dass eines Tages der auf der Durchreise befindliche, allzeit willige und potente Italiener Roberto Ravioli Vögelbrunn erreicht. Warum also soll nicht dieser Papagallo die Vögelbrunner Damenwelt beglücken und so für den dringend benötigten Kindersegen sorgen? Nun, Signore Ravioli hat nichts dagegen. Doch nur sechs Frauen werden schwanger, das Ziel scheint zum Greifen nah und doch droht ein Kollaps kurz vor Erreichen desselben. Da erreicht Vögelbrunn die rettende Botschaft, dass eines der von Roberto bestiegenen Madln Zwillinge zur Welt bringen wird.

## Lieder
- Willy Harlander: Maus, Maus, zuckersüße Maus
- Chor: Ja, so ist die Liebe in Tirol

## Produktionsnotizen
Alpenglüh’n im Dirndlrock entstand vom 10. Januar bis zum 30. Januar 1974 im österreichischen Lofer sowie in und um Schloss Ort.
Robert Fabiankovich sorgte für die Ausstattung. Erich Tomek, der unter dem Pseudonym Florian Burg das Drehbuch verfasste und überdies eine winzige Diener-Rolle übernahm, hatte die Produktionsleitung. Claudia Krebs entwarf die Kostüme. Die Freigabe für Erwachsene erfolgte nicht durch die FSK, sondern durch die Juristenkommission der Spio. Dabei stellte sie fest, dass der Film bzw. dessen Verbreitung nicht gegen § 131 und § 184a StGB verstößt. Die Uraufführung fand am 21. März 1974 statt.

## Indizierung
Die Bundesprüfstelle für jugendgefährdende Schriften entschied auf Antrag des Jugendamtes der Stadt Mönchengladbach am 8. Februar 1983 einstimmig, die seit 1980 auf dem Markt befindliche Video-Filmkassette in die Liste der jugendgefährdenden Schriften aufzunehmen. Zur Begründung hieß es unter anderem, der Film zeige eine „völlig entpersonalisierte Sexualität“, und „nur die junge Frau sei als Sexualpartner erstrebenswert“.

## Kritik
Das Lexikon des Internationalen Films nannte den Film schlicht ein „plumpes Sex-Lustspiel.“